# Quercus fontqueri
Quercus fontqueri là một loài thực vật có hoa trong họ Cử. Loài này được O.Schwarz miêu tả khoa học đầu tiên năm 1936.